# Eamon Deacy
Eamon Deacy (Galway, 1 oktober 1958 – aldaar, 13 februari 2012) was een Iers voetballer.
Deacy begon zijn profcarrière bij FC Limerick in 1976. In 1979 stapte Deacy over naar Aston Villa. Hij was een van de 14 spelers, die de enige titel na WO II, mochten vieren in 1981 met Aston Villa. Hij speelde in 1982 1 Europacup I-wedstrijd tegen Juventus Turijn. Hij speelde in datzelfde jaar ook 4 interlands voor Ierland.
Deacy sloot zijn carrière af bij Mervue United in 1993.
Eamon Deacy overleed op 13 februari 2012 aan een hartaanval.